# Monte Hutt
El monte Hutt es una montaña situada en los Alpes neozelandeses, al noroeste de las llanuras de Canterbury, en la región de Canterbury de la Isla Sur de Nueva Zelanda.

## Geografía
La montaña está situada a unos 90 km al oeste de Christchurch y forma parte de la cordillera del monte Hutt, que se extiende al oeste del río Rakaia a lo largo de unos 17 km en dirección norte-sur. El monte Hutt tiene una altitud de 2.185 m y está rodeado por tres picos de dos mil metros al norte y al sur. A 1,5 km al sur de la cima se encuentra el monteHutt Skifield, al que se puede acceder desde la carretera estatal 77 de Nueva Zelanda. Al norte de la montaña, la zona de conservación de Redcliffe se extiende por la parte norte de la cordillera del monte Hutt.

## Flora y fauna
Las laderas inferiores de la montaña, y con ellas las de la cordillera del Monte Hutt, están arboladas y cubiertas en su mayor parte por hayas de montaña neozelandesas (Nothofagus solandri var. cliffortioides). Otras especies arbóreas son el Halls Tōtara (Podocarpus laetus), Fuchsia excorticata, llamada Kōtukutuku por los maoríes, la Putaputāweta (Carpodetus serratus), de hoja perenne, el Pitosporo de hojas tenues (Pittosporum tenuifolium), llamada Kōhūhū por los maoríes, y la Pokaka (Elaeocarpus hookerianus). Por encima de la línea de árboles crecen matorrales, arbustos y una gran variedad de hierbas, con poca vegetación en los flancos superiores de la montaña hasta la región de la cumbre.
Las palomas frugívoras maoríes y los rygones maoríes son aves nativas de las regiones montañosas. Ocasionalmente también se pueden encontrar bisbitas y keas.

## Zona de esquí de Mount Hutt
Al Skifield del Monte Hutt se accede desde el sur, desde la carretera estatal 77 de Nueva Zelanda, a través de una carretera de montaña de 16,5 km que serpentea 13 km por las crestas de la parte meridional de la cordillera del monte Hutt hasta una altura de 1597 m. Es una de las carreteras más altas del país, se construyó en 1970 y consiste en parte en un carril único sin pavimentar que supone un reto para los conductores en condiciones meteorológicas adversas.
La zona de esquí, servida por tres remontes, se extiende a lo largo de los flancos sur y suroeste del Pico Sur, comenzando a 1438 m y elevándose hasta una altitud de 2086 m, con la estación base situada a una altitud de 1610 m.